# San Teodoro (Sicilien)
 For alternative betydninger, se San Teodoro. (Se også artikler, som begynder med San Teodoro)
San Teodoro er en italiensk by (og kommune) i regionen Sicilien i Italien, med omkring 1.238(2023) indbyggere.